# 阿什伯勒鎮區 (北卡羅萊納州蘭道夫縣)
阿什伯勒鎮區（英語：Asheboro Township）是位於美國北卡羅萊納州蘭道夫縣的一個鎮區。

## 地方資料
阿什伯勒鎮區的面積為56.20平方千米，皆為陸地。根據2020年美國人口普查的數據，當地共有人口26905人，而人口密度為每平方千米478.74人。